# Premio Gran Angular
El Premio de literatura juvenil Gran Angular, también conocido como Premio Gran Angular,  galardón español, entregado anualmente por la Fundación SM con el fin de promover una creación literatura juvenil que fomente el gusto por la lectura y transmita valores que ayuden a construir un mundo digno. 

## Admisión y plazos
A este premio pueden optar todos los escritores que lo deseen siempre que las obras que presenten estén escritas en español, sean originales, inéditas y no hayan sido galardonadas anteriormente en ningún otro premio o concurso. El plazo de admisión de originales para la convocatoria en castellano, en España, suele cerrarse el 1 de septiembre de cada año. Este premio cuenta también con convocatorias en catalán y para México. 

## Dotación
Hasta hace unos años, este galardón estaba dotado con 100.000 euros (convocatoria en España), una cifra que lo situaba, junto al Premio El Barco de Vapor (de literatura infantil, también en la editorial SM), entre los de mayor dotación de España en cuánto a premios literarios en general. En 2008, se redujo la dotación a 70.000 euros, después a 50.000, siendo la dotación actual de 35.000 euros. La concesión del premio conlleva la edición y publicación por parte de Ediciones SM de la obra premiada en la colección del mismo nombre, así como el derecho a su distribución y comercialización en todo el mundo.

## Ganadores
| Edición | Año  | Libro ganador                       | Autor                                       |
| ------- | ---- | ----------------------------------- | ------------------------------------------- |
| 1.ª     | 1979 | desierto                            | ---                                         |
| 2.ª     | 1980 | desierto                            | ---                                         |
| 3.ª     | 1981 | El cazador                          | Jordi Sierra i Fabra (1.º)                  |
| 4.ª     | 1982 | Embarque puerta 9                   | Juan Ignacio Herrera                        |
| 5.ª     | 1983 | ...en un lugar llamado Tierra       | Jordi Sierra i Fabra (2.º)                  |
| 6.ª     | 1984 | Tres veces Eleazar                  | José León Delestal                          |
| 7.ª     | 1985 | El zulo                             | Fernando Lalana (1.º)                       |
| 8.ª     | 1986 | Habla mi viejo                      | José Luis Martín Vigil                      |
| 9.ª     | 1987 | Cuaderno de bitácora                | Leonor Mercado                              |
| 10.ª    | 1988 | Alejo                               | Juan María San Miguel                       |
| 11.ª    | 1989 | Hubo una vez otra guerra            | Luis Antonio Puente y Fernando Lalana (2.º) |
| 12.ª    | 1990 | La noche del eclipse                | Joan Manuel Gisbert                         |
| 13.ª    | 1991 | El último set                       | Jordi Sierra i Fabra (3.º)                  |
| 14.ª    | 1992 | Scratch                             | Fernando Lalana (3.º)                       |
| 15.ª    | 1993 | desierto                            | ---                                         |
| 16.ª    | 1994 | Brumas de octubre                   | Lola Gándara                                |
| 17.ª    | 1995 | El misterio del eunuco              | José Luis Velasco                           |
| 18.ª    | 1996 | desierto                            | ---                                         |
| 19.ª    | 1997 | Jardín de los autómatas             | Armando Boix Milian                         |
| 20.ª    | 1998 | Mágico Sur                          | Manuel Peña Muñoz                           |
| 21.ª    | 1999 | No es fácil saltarse un examen      | Luchi Núñez                                 |
| 22.ª    | 2000 | La catedral                         | César Mallorquí                             |
| 23.ª    | 2001 | Recordando a Lampe                  | José Luis de Juan                           |
| 24.ª    | 2002 | La mirada de la noche               | José María Latorre                          |
| 25.ª    | 2003 | El síndrome de Mozart               | Gonzalo Moure                               |
| 26.ª    | 2004 | Los ojos del lobo                   | Care Santos                                 |
| 27.ª    | 2005 | Noche de alacranes                  | Alfredo Gómez Cerdá                         |
| 28.ª    | 2006 | Donde surgen las sombras            | David Lozano Garbala (1.°)                  |
| 29.ª    | 2007 | Mensaje cifrado                     | Marta Zafrilla                              |
| 30.ª    | 2008 | Zara y el librero de Bagdad         | Fernando Marías                             |
| 31.ª    | 2009 | El salvaje                          | Antoni García Llorca                        |
| 32.ª    | 2010 | Mujer mirando al mar                | Ricardo Gómez                               |
| 33.ª    | 2011 | Pomelo y limón                      | Begoña Oro                                  |
| 34.ª    | 2012 | El festín de la muerte              | Jesús Díez de Palma                         |
| 35.ª    | 2013 | Loba                                | Verónica Murguía                            |
| 36.ª    | 2014 | desierto                            | ---                                         |
| 37.ª    | 2015 | El mar                              | Patricia García-Rojo                        |
| 38.ª    | 2016 | León Kamikaze                       | Álvaro García Hernández                     |
| 39.ª    | 2017 | Siempre será diciembre              | Wendy Davies                                |
| 40.ª    | 2018 | Biografía de un cuerpo              | Mónica Rodríguez                            |
| 41.ª    | 2019 | Blanco de tigre                     | Andrés Guerrero Sánchez                     |
| 42.ª    | 2020 | La versión de Eric                  | Nando López                                 |
| 43.ª    | 2021 | El cofre de Nadie                   | Chiki Fabregat                              |
| 44.ª    | 2022 | El mar detrás                       | Ginés Sánchez                               |
| 45.ª    | 2023 | El verano en que llegaron los lobos | Patricia García-Rojo                        |
| 46.ª    | 2024 | Intruso                             | David Lozano Garbala (2.°)                  |